# Тюхтетский сельсовет
Тюхте́тский сельсовет — упразднённые административно-территориальная единица и муниципальное образование (сельское поселение) в Тюхтетском районе Красноярского края.
Административный центр — село Тюхтет.
Сельское поселение было упразднено в марте-апреле 2020 года в связи с преобразованием Тюхтетского муниципального района в муниципальный округ, переходный период до 1 января 2021 года. На уровне административно-территориального устройства соответствующий сельсовет был упразднён со 2 августа 2021 года в связи с преобразованием Тюхтетского района в округ.

## История
Статус и границы сельского поселения установлены Законом Красноярского края от 25 февраля 2005 года № 13-3119 «Об установлении границ и наделении соответствующим статусом муниципального образования Тюхтетский район и находящихся в его границах иных муниципальных образований»

## Население
| 2010 | 2012  | 2013  | 2014  | 2015  | 2016  | 2017  |
| ---- | ----- | ----- | ----- | ----- | ----- | ----- |
| 5079 | ↘4996 | ↘4940 | ↘4920 | ↘4915 | ↗4919 | ↘4896 |

## Состав сельского поселения
В состав сельского поселения входят 5 населённых пунктов:
| № | Населённый пункт | Тип населённого пункта       | Население |
| - | ---------------- | ---------------------------- | --------- |
| 1 | Оскаровка        | село                         | 60        |
| 2 | Покровка         | деревня                      | 127       |
| 3 | Пузаново         | деревня                      | 67        |
| 4 | Романовка        | деревня                      | 34        |
| 5 | Тюхтет           | село, административный центр | ↘4727     |

## Местное самоуправление
Тюхтетский сельский Совет депутатов
Дата избрания: 14.03.2010. Срок полномочий: 5 лет. Количество депутатов:  10
Глава муниципального образования
- Якищик Александр Александрович. Дата избрания: 14.03.2010. Срок полномочий: 5 лет